# Kloster Deer
Kloster Deer (engl.: Deer Abbey) ist ein ehemaliges Kloster des Zisterzienserordens in Schottland. Es liegt nahe der Ortschaft Old Deer in der Region Aberdeenshire.

## Geschichte
Das Kloster wurde im Jahr 1219 unter dem Patronat von William Comyn und seiner Frau Marjorie gestiftet und an einem Ort errichtet, an dem sich schon früher eine Mönchsniederlassung befunden hatte. Deer Abbey war eine Tochtergründung von Kinloss Abbey, einer Tochter von Melrose Abbey, das wiederum ein Tochterkloster der Primarabtei Clairvaux war. Deer Abbey wurde im Jahr 1587 als Lordship of Altrie in ein weltliches Gut des letzten Kommendatarabts Robert Keith umgewandelt.

## Bauten und Anlage
Von der kreuzförmigen, 1854 abgebrochenen Kirche ist noch der Umriss sichtbar. Mehr ist von den Gebäuden im Süden des Kreuzgangs (Refektorium, Abtshaus, Küche) erhalten.
Die Familie Ferguson, zu deren Anwesen Pitfour Estate die Anlage gehörte, richtete in den 1810er Jahren einen Küchengarten ein und baute die Ruine später zu einem Mausoleum um. Die Veränderungen wurden im 20. Jahrhundert rückgängig gemacht, der Eingang des Mausoleums blieb bestehen.